# Teja Boškin
Teja Boškin, nekdanji slovenski fotomodel, * 1974
Teja Boškin je leta 1995 kot 21-letna študentka ekonomije iz Dekanov osvojila naslov Miss Slovenije 1995. V finale se je uvrstila prek polfinala v Leskovcu pri Krškem, kjer je postala tudi miss diskoteke Pacific.
K prijavi na to tekmovanje jo je prepričal njen fant. Poleg diplome je želela imeti kariero fotomodela, vendar je po osvojitvi naslova hitro utonila v pozabo.
Diplomirala je na Ekonomski fakulteti.